# Большая Каменка (Нелидовский район)
Большая Каменка — деревня в Нелидовском районе Тверской области России. Входит в состав Нелидовского сельского поселения.

## География
Деревня расположена у северо-западной окраины города Нелидово. Находится на правом берегу реки Межа.

## История
На топографической карте Фёдора Шуберта 1871 — 1901 годов обозначена деревня Большая Каменка. Имела 4 двора.

## Население
| 2002 | 2010 |
| ---- | ---- |
| 177  | ↘151 |

Национальный состав
Согласно результатам переписи 2002 года, в национальной структуре населения русские составляли 94 % от жителей.

## Достопримечательности
Памятник на братской могиле. Установлен в 1975 году. Представляет собой гипсовую скульптуру коленопреклонённого воина со знаменем. Высота 3 метра. 